# Setako Raya
Setako Raya is een bestuurslaag in het regentschap Indragiri Hulu van de provincie Riau, Indonesië. Setako Raya telt 729 inwoners (volkstelling 2010).